# 38641 Philpott
38641 Philpott este o planetă minoră (asteroid) din centura de asteroizi. A fost descoperită pe 5 iulie 2000 la Stația Anderson Mesa de Lowell Observatory Near-Earth-Object Search și a fost numită după Lydia C Philpott⁠(d). 
Obiectul prezintă o orbită caracterizată de o semiaxă mare de 2,3478513 UAi, o excentricitate de 0,23, o înclinație de 3,14105 ° în raport cu ecliptica.